# Оксид висмута(V)
Оксид висмута(V) — бинарное неорганическое соединение металла висмута и кислорода с формулой Bi2O5, красные с коричневым отливом кристаллы, не растворимые в воде.

## Получение
- Окисление в щелочной среде оксида висмута хлором (или другим сильным окислителем):

{\displaystyle {\mathsf {Bi_{2}O_{3}+2Cl_{2}+4KOH\ {\xrightarrow {}}\ Bi_{2}O_{5}+4KCl+2H_{2}O}}}
- Электролиз суспензии оксида висмута в щелочном растворе:

{\displaystyle {\mathsf {Bi_{2}O_{3}+2H_{2}O\ {\xrightarrow[{KOH}]{e^{-}}}\ Bi_{2}O_{5}\downarrow +2H_{2}\uparrow }}}

## Физические свойства
Оксид висмута(V) красные с коричневым отливом кристаллы.
Нерастворим в воде.
Из водных растворов осаждается в виде гидрата Bi2O5•n H2O.

## Химические свойства
- При нагревании разлагается:

{\displaystyle {\mathsf {2Bi_{2}O_{5}\ {\xrightarrow {350^{o}C}}\ 2Bi_{2}O_{4}+O_{2}\uparrow }}}
- Гидрат при нагревании теряет воду:

{\displaystyle {\mathsf {Bi_{2}O_{5}\cdot nH_{2}O\ {\xrightarrow {120^{o}C}}\ Bi_{2}O_{5}+nH_{2}O}}}
- Гидратированная форма при длительном хранении под раствором медленно теряет кислород:

{\displaystyle {\mathsf {Bi_{2}O_{5}\cdot nH_{2}O\ {\xrightarrow {}}\ 2Bi(OH)_{3}+O_{2}\uparrow +(n-3)H_{2}O}}}
- В кислой среде является сильным окислителем:

{\displaystyle {\mathsf {Bi_{2}O_{5}+10HCl\ {\xrightarrow {T}}\ 2BiCl_{3}+2Cl_{2}\uparrow +5H_{2}O}}}
- Реагирует с щелочами с образованием висмутатов:

{\displaystyle {\mathsf {Bi_{2}O_{5}+2NaOH\ {\xrightarrow {}}\ 2NaBiO_{3}+H_{2}O}}}